# Baltic Exchange
A Bolsa do Báltico (em inglês: Baltic Exchange) é uma associação para a indústria marítima, e um fornecedor de informações para fretes do mercado e negociação e a liquidação física e derivados de contratos.
Ele estava localizado em Rua de St. Mary Axe nº 24-28, até que o antigo Palácio Báltico foi destruído por um atentado do IRA em 1992, e agora está localizado nº 38 St. Mary Axe, perto de Bishopsgate na Cidade de Londres. 
A Baltic Exchange tem mais escritórios na Europa e na Ásia.

## História

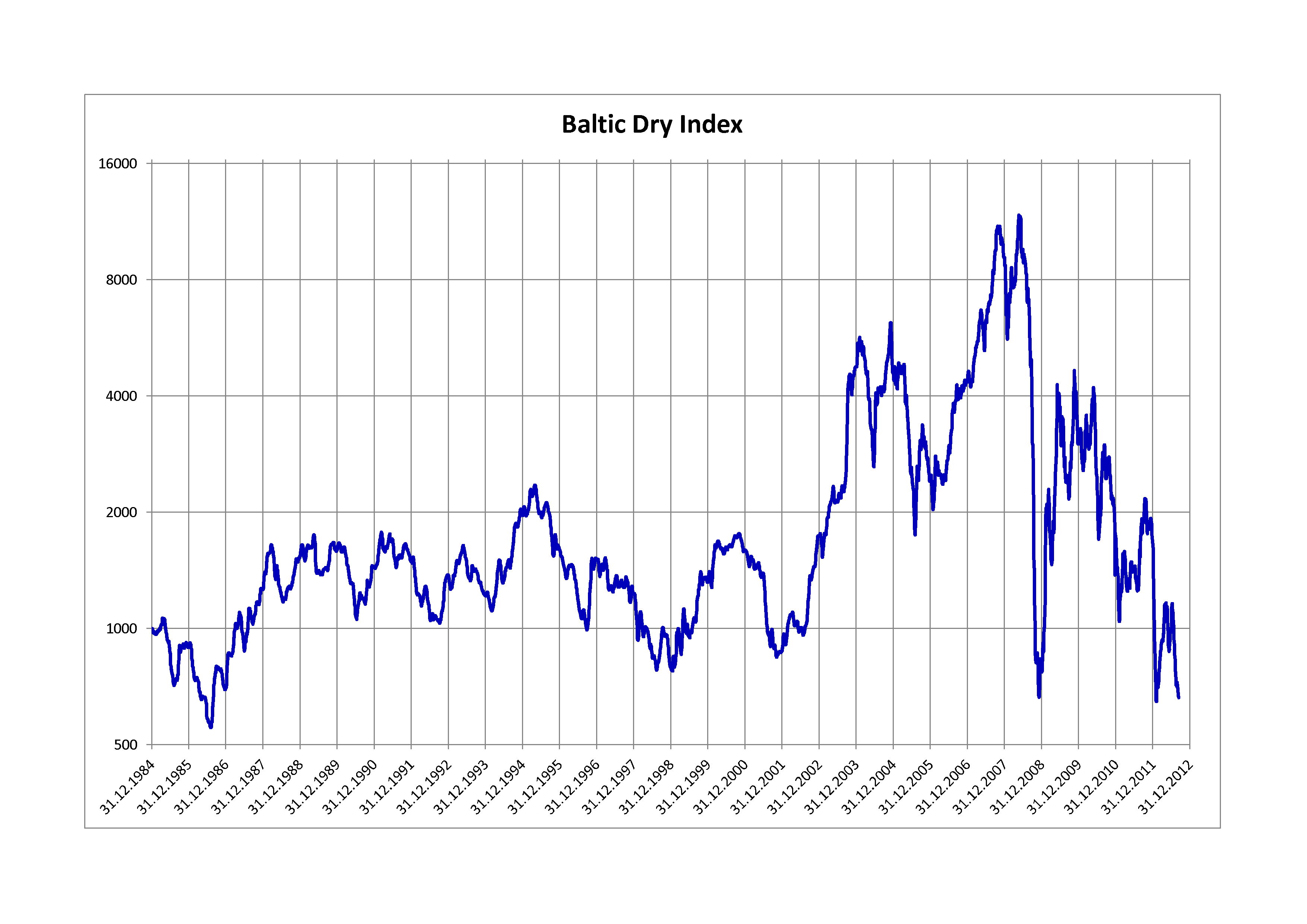
Baltic Dry Index (BDI)

Sua comunidade internacional de 650 empresas miembros engloba a maioria dos interesses marítimos mundiais e se compromete a respeitar um código de conduta empresarial supervisionado pela Baltic Exchange. Os membros da Bolsa do Báltico são responsáveis por uma grande parte das contratações de buques graneleiros e carregadores, bem como pela compra e venda de buques mercantes.
La Baltic Exchange teve suas raízes em 1744 no Virginia & Baltick Coffee House ao lado del Banco da Inglaterra em Threadneedle Street na Cidade de Londres, onde os pubs inglesos dos séculos XVII e XVIII foram lugares importantes para o intercâmbio de notícias entre comerciantes e capitanos. Foi constituída como uma sociedade de responsabilidade limitada com ações de propriedade de seus membros em 17 de janeiro de 1900. 
BIFFEX foi baseada em Bolsa de Londres para a negociação de contratos de fretes futuros com liquidação com base em Baltic Freight Index. Ele começou a negociação de transportes de mercadorias secas e de contratos de futuros em 1985, e foi teve sucesso modesto por alguns anos. Todos os contratos foram verificados por ICCH (International Commodity Clearing House), mais tarde renomeado LCH Clearnet (London Clearing House). Um contrato de futuros de um frete de petroleiro foi introduzida em 1986, mas nunca se tornou popular e foi suspenso indefinidamente no mesmo ano. Os volumes de contratos na carga seca diminuíram ao longo dos anos, e os contratos deixaram de trocar devido à falta de liquidez em 2001.

## Visão geral
A Bolsa do Báltico oferece diariamente preços de mercado de fretes e os custos de índices de transporte marítimo que são utilizados para orientar os comerciantes dos fretes como para o nível atual de vários mercados globais de transporte, além de ser usado para definir as taxas de contrato de fretes e resolver futuros de mercadorias (conhecido como Frente de Acordos de Frete (inglês: Forward Freight Agreements ou FFAs). O funcionamento era originalmente feito num mercado de corridas, mas as transações dos membros são hoje feitas exclusivamente através do telefone ou nas telas da propriedade dos corretores.
A bolsa é a fontes de informações de todo os negócios e publica sete índices diárias a partir de um conjunto contado de viagens de transporte individual de secos e molhados:
- Baltic Dry Index (BDI)
- Baltic Panamax Index (BPI)
- Baltic Capesize Index (BCI)
- Baltic Supramax Index (BSI)
- Baltic Handysize Index (BHSI)
- Baltic Dirty Tanker Index (BDTI)
- Baltic Clean Tanker Index (BCTI).

A bolsa também fornece curvas de futuros, uma lista de potenciais para carga seca, compra e venda de valores, avaliação LPG, diário de notícias do mercado e um mercado de liquidação de dados para os contratos de derivativos de fretes.
Em novembro de 2016, a Bolsa de Singapura (SGX) adquiriu a Baltic Exchange. 
Sua sede permanece na Cidade de Londres.

### Atual gestão da Baltic Exchange
Desde janeiro de 2025, a atual gestão inclui:
- Presidente da Bolsa do Báltico: Guy Hindley
- Chefe do executivo: Mark Jackson [3]
- Diretor-secretário: Mark Read
- Comercial: Janet Sykes
- Comunicações: Bill Lines